# La Roque-Sainte-Marguerite
La Roque-Sainte-Marguerite – miejscowość i gmina we Francji, w regionie Oksytania, w departamencie Aveyron. W 2013 roku jej populacja wynosiła 198 mieszkańców. Gmina położona jest na terenie Parku Regionalnego Grands Causses. 